# Ameristocheres inermis
Ameristocheres inermis – gatunek widłonoga z rodziny incertae sedis w obrębie rzędu Cyclopoida; jedyny przedstawiciel rodzaju Ameristocheres. Gatunek i rodzaj opisał w 1928 roku belgijski zoolog Paul Pelseneer. Miejsce typowe to Neapol we Włoszech. Gatunek ten jest pasożytem ślimaka morskiego Aglaja tricolorata (podana przez Pelseneera nazwa Doridium membranaceum jest obecnie uznawana za młodszy synonim A. tricolorata).